# Huntington (Utah)
Huntington é uma cidade localizada no estado norte-americano de Utah, no Condado de Emery.

## Demografia
Segundo o censo norte-americano de 2000, a sua população era de 2131 habitantes.
Em 2006, foi estimada uma população de 2061, um decréscimo de 70 (-3.3%).

## Geografia
De acordo com o United States Census Bureau tem uma área de
5,3 km², dos quais 5,3 km² cobertos por terra e 0,0 km² cobertos por água. Huntington localiza-se a aproximadamente 1727 m acima do nível do mar.

## Localidades na vizinhança
O diagrama seguinte representa as localidades num raio de 28 km ao redor de Huntington.